# Palo Santo
Palo Santo è il quarto album in studio del gruppo musicale statunitense Shearwater, pubblicato nel 2006.

## Tracce
1. La Dame et la Licorne – 5:19
2. Red Sea, Black Sea – 2:58
3. White Waves – 4:21
4. Palo Santo – 3:45
5. Seventy-four, Seventy-five – 3:21
6. Nobody – 3:02
7. Sing, Little Birdie – 3:10
8. Johnny Viola – 2:30
9. Failed Queen – 5:51
10. Hail, Mary – 5:11
11. Going Is Song – 3:41